# Читинский машиностроительный завод
ОАО «Читинский машиностроительный завод», Машзавод (ЧМЗ) — советское/российское промышленное предприятие полного производственного цикла. «Машзавод» занимается литьем, металлопереработкой и сборкой, производит жидкий и газообразный кислород и азот, и кроме того обеспечивает местное население тепловой энергией. За всё время существования завода основными видами деятельности является изготовление компрессорного оборудования и станций, холодильного оборудования и установок, а также товары народного потребления. В 2017 году прекратил своё существование в центре города. На его месте начато строительство торгового центра. Производство было перенесено на окраину города.

## История
В 1939 году по решению Наркомата авиационной промышленности в Чите началось строительство парашютной фабрики. Из Киева был эвакуирован авиационный завод. В 1941 году было построено три корпуса завода. Первая продукция была выпущена в 1942 году. Это были авиационные запчасти. После коренного перелома в войне, завод № 117 вернули на запад, в Москву. В Чите создали РМЗ. В марте 1944 года РМЗ переименовали в Государственный союзный электромеханический завод. Производство компрессоров началось в 1949 году. 23 ноября 1957 года Читинский электромеханический завод был переименован в Читинский машиностроительный завод. В 1953—1980 годах выпускались компрессорные станции. В 1958 году освоено строительство промышленных холодильных установок. Читинская холодильная установка работает в мавзолее В. И. Ленина и использовалась в мавзолее Г. Дмитрова. В 1966—1970 годы производство продукции увеличилось в два раза. Производительность труда выросла на 65 %. Прибыль более чем в 3 раза. К концу 1970 года номенклатура выпускаемых изделии содержала 18 наименований, объём реализации продукции оценивался в 28 300 тыс. pублей. Продукция на экспорт поставлялась в 58 стран мира. Воздушные компрессорные станции применялись на строительстве Асуанской плотины в Египте, Бхилайского металлургического завода в Индии, Иркутской ГЭС, Братской ГЭС, Красноярской ГЭС, Саяно-Шушенской ГЭС, Норильского ГОКа, БАМа. Здесь впервые в отечественном машиностроении освоено строительство станций ПВ-10 с винтовыми компрессорами. C 1961 года постоянный участник выставок ВДНХ СССР, а c 1967 года участник международных выставок. Завод считался флагманом Минхимнефтемашстроя СССР. Производство компрессоров и холодильных установок в 1980 году достигло наивысшего объёма — 8749 и 1661 штук (в 1960 году — 1008 и 789) соответственно. В дальнейшем началось снижение, так в 1990 году — 5874 и 1393 штук. К 2000 году произошло резкое сокращение производства до 722 и 42 штук. В 1991 году завод преобразован в арендное предприятие «ЧМ3». В конце 1992 года преобразован в ОАО. B 1999 году численность рабочих составила 769 человек, в 2000 году — 804, в 2001 — 836 чел. Выручка от реализации в разные годы составляла (тыс. рублей): 1999 год — 98 317, 2000—154 832, 2001—169 204. За успешное выполнение плана завод в 1971 году награждён орденом «Знак Почета». В 1984 году за создание новой высокопроизводительной холодильной техники для оснащения атомного подводного флота СССР орденом Трудового Красного Знамени.
Предприятием руководили: Арон Ильич Мохер (1944—1963 годы), Константин Васильевич Тихонов (1963—1975), Юрий Брониславович Грабовский (1975—1978), Вадим Тихонович Лесков (1978—1984), Александр Артемович Шапневский (1984—1987), Геннадий Иванович Карбушев (c 23 апреля 1987 года). Орденами награждены 74 человека, медалями 419. Владимир Александрович Шубин в 1971 году удостоен звания Героя Социалистического Труда и награждён двумя орденами Ленина, М. С. Кудрявцев — орденом Ленина, С. Е. Кияткин и И. Т. Пестрецов орденами Октябрьской Революции. Звание «Почетный машиностроитель» присуждено 457 работникам. «Почетный ветеран труда» 243 работников, в Книгу почета занесены имена 435 работников.
На 2004 год, за 65 лет существования завода, было выпущено:
- Компрессорного оборудования — всего 212 400 штук. В том числе:
  - поршневого 56200 штук.
  - винтового 43530 штук.
  - ротационных компрессоров 112 670 штук.
- Холодильного оборудования — всего 46 250 штук. В том числе:
  - промышленного назначения 38 180 штук.
  - специального назначения 8 070 штук.